# Нефтехимическая промышленность Башкортостана
Нефтехимическая промышленность Башкортостана — отрасль экономики региона, занимающаяся переработкой сырья — нефти и газа.

## История
Развитию отрасли в регионе способствовало открытие нефти в 1932 году на территории города Ишимбая и строительство предприятия нефтепереработки ПО «Башнефтехимзаводы». В 1944 году в глубоких горизонтах Туймазинского месторождения были обнаружены крупные запасы девонской нефти.
В 1936 году основан Ишимбайский нефтеперерабатывающий завод — первое предприятие по переработке нефти в регионе и на Востоке страны.
Нефтяная промышленность БАССР создавалась в разгар политических репрессий, поисков в стране «врагов народа». Ситуация усугублялась тем, что принятые планы по добыче нефти, выросшие за два года более чем в девять раз (со 110 тыс. тонн в 1934 г. до 1 млн тонн в 1936 г.) не выполнялись.
В тресте «Башнефть» планы выполнялись в 1934 году на 56,9 %, в 1935 г. на 82,3 %, в 1936 г. на 96,8 %. Чекистами была придумана схема террористической организации в Башкирии, которую якобы возглавляли: в Уфе — С. Харитонов, в Ишимбае — директор Ишимбайского промысла Р. Бучацкий (с правами заместителя управляющего трестом «Башнефть»). В 1937 году Бучацкий дал «признательные» показания о том, что «растягивал сроки строительства, распылял средства, выбранная площадка для строительства рабочего посёлка Ишимбая была опасной для здоровья жителей». Также он указал, что в его троцкистскую организацию входило 22 участника, в том числе управляющий трестом «Башнефть» С. Ганшин, научный руководитель ЦНИЛа Г. Маркарян и др. 25 декабря 1937 года Военной коллегией Верховного суда СССР тридцать два нефтяника были приговорены к расстрелу с конфискацией имущества. Свыше сорока «вредителей» были приговорены к различным срокам лишения свободы (от 5 до 20 лет) с конфискацией имущества. Пострадали и жёны арестованных, которые были осуждены на срок от 5 до 10 лет.
В годы Великой Отечественной войны в регион было перебазировано много крупных предприятий. На Ишимбайском НПЗ на базе эвакуированного оборудования возникло газолиновое производство, выросли новые технологические установки. Перебазированное с Северо-Кавказских НПЗ оборудование послужило основой для создания на Уфимском НПЗ новых цехов. В результате мощность каждого из заводов выросла, расширился ассортимент и повысилось качество продукции, улучшился отбор светлых нефтепродуктов, что имело большое значение в условиях ограниченного поступления сырья.
Для использования попутных нефти газов, продуктов нефте- и газопереработки в конце 40-х годов в РБ начато строительство предприятий нефтехимии. В 1947 г. началось строительство Ново-Уфимского, в 1950 г. Ново-Ишимбайского, а в 1954 г. Черниковского (затем переименованного в Уфимский завод имени XXII съезда КПСС) НПЗ. К ним с местных нефтепромыслов прокладывались нефтепроводы. А затем для перекачки сырой нефти на НПЗ других районов стали создаваться трубопроводные магистрали большой протяженности (Туймазы-Иркутск, Ишимбай — Орск).
К 1955 году по сравнению с 1945 г. добыча нефти в регионе увеличилась более чем в 11 раз, и в июле 1955 г. БАССР среди всех нефтедобывающих районов страны по размерам суточной добычи нефти вышла на первое место. С началом эксплуатации шкаповской и чекмагушевской группы месторождений нефти, её добыча достигла к 1958 году 23,1 млн т.
В 1956 введен в эксплуатацию Уфимский завод синтезспирта, в 1955—1967 Салаватский нефтехимический комбинат (ОАО «Газпром нефтехим Салават»), в 1960 году — завод по выработке синтетичеСких каучуков.
На базе цехов Рубежанского химкомбиината создан Уфимский химический завод, производящий гербициды. В Стерлитамаке смонтировано оборудование содовых цехов, эвакуированных из Белоруссии и Украины, и на базе местных ресурсов известняка и поваренной соли в начале 40-х гг. в городе начато сооружение содового производства. В 60-е годы в Стерлитамаке построен химзавод, в 1975 Мелеузовский химический завод по производству минеральных удобрений.
В 1960-е годы в отрасли были образованы совнархозы. Они сыграли положительную роль в деле расширения внутрирайонной кооперации, концентрации специализированных производств. Произошло объединение предприятий, в том числе подчиненных ранее разным ведомствам. Так, в Стерлитамаке содовый, цементный и шиферный заводы, имеющие общность по используемому сырью, энергетике, транспорту и т. д., но разъединенные ведомственными перегородками, были объединены Башсовнархозом в содово-цементный комбинат. Ново-Ишимбайский НПЗ был включен в состав Салаватского комбината, что привело к образованию нефтехимического комбината. Всего по Башкирскому совнархозу было объединено 71 предприятие, что дало возможность более рационально использовать материально технические, финансовые, трудовые и другие ресурсы предприятий, упорядочить производственные связи между ними.
В 1960-90-е годы расширены мощности по производству катализаторов, сажи, лаков, красок, продуктов лесохимии, бытовой химии и др. В регионе производство продукции отрасли в 1985 году по сравнению с 1960 годом увеличилось в 22 раза в 1990 году — в 23,4 раза. За самоотверженный труд в отрасли двадцати одному труженику РБ было присвоено звание Героя Социалистического Труда, более тридцати стали лауреатами Государственной премии.
С расширением производства расширился ассортимент, увеличилось производство углеводородного сырья
для нужд нефтехимии. Уфимский ордена Ленина НПЗ освоил производство растворителей и катализаторов, Ново-Уфимский НПЗ начал вырабатывать парафин. Завод им. XXII съезда КПСС стал давать синтетические жирные кислоты и т. д.
Отрасль производила 21,2 % валовой продукции промышлености РБ (1994).
Сырьевая база — нефть, попутный и природный газ, продукты нефте- и газопереработки. Развитию отрасли способствовали также возможности топливо- и водоснабжения.
В 90-е годы произошло падение производства топливно-энергетических ресурсов, составившее в среднем 15-25 %. При естественном сокращении добычи природного топлива (нефти, газа) в 2000 г. увеличен выпуск продуктов его переработки (автомобильного бензина, дизельного топлива). Это связано с освоением новых процессов и технологий.
Предприятия отрасли акционированы, по нескольку раз меняли хозяев. Башкирские нефтехимические предприятия контролируются правительством республики через холдинг «Башнефтехим». Предприятие «Салаватнефтеоргсинтез» принадлежало правительству Башкортостана и находилось в доверительном управлении нефтяной компании «Башнефть», затем за долги было передано в доверительное управление с выкупом в 2007 году контрольного пакета акций Газпрому. В результате было изменено название предприятия на «Газпром нефтехим Салават».
В 2000-е годы на предприятиях отрасли происходит постоянная модернизация производства, связанная с выпуском бензинов, дизельного топлива стандартов Евро-3, Евро-4, Евро-5, выпуском новых видов продукции.
В связи с истощением запасов башкирской нефти перед предприятиями отрасли остро стоит проблема сырья. В настоящее время нефть и газ поступает по трубопроводам из Западной Сибири, с Карачаганакского нефтегазоконденсатного месторождения в Казахстане, с месторождений РБ: Арланское, Туймазинское и Саузбашевское.

## Предприятия
Крупнейшие предприятия нефтехимической промышленности: ОАО «Газпром нефтехим Салават», Уфаоргсинтез, стерлитамакские предприятия «Башкирская содовая компания» и «Авангард», Стерлитамакский завод синтетического каучука «Химпром», Башнефть-Уфанефтехим, АНК «Башнефть», Уфимский завод эластомерных материалов, изделий и конструкций, Мелеузовское производственное объединение «Минудобрения» и др.
Суммарное производство основных нефтепродуктов в регионе в 2011 году составило: автомобильных бензинов — 5,22 млн т.; дизельного топлива — 9,55 млн т.; топочного мазута — 4,39 млн т.; авиакеросина — 0,07 млн т.

## Наука
Специалистов отрасли в регионе готовит Уфимский государственный нефтяной технический университет (УГНТУ) и его филиал в г. Салавате. Вопросами нефтехимии занимаются Институт органической химии УНЦ РАН (ИОХ УНЦ РАН), Институт нефтехимии и катализа РАН (ИНК РАН), Отделение химико-технологических наук Академии наук Республики Башкортостан.
Крупными специалистами в отрасли являются:
- Джемилев, Усеин Меметович — химик-органик, доктор химических наук (1978), профессор, член-корреспондент РАН, академик Академии наук Республики Башкортостан, заслуженный деятель науки БАССР.
- Кунакова, Райхана Валиулловна — химик-органик, вице-президент Академии наук Республики Башкортостан, академик АН РБ, доктор химических наук), профессор.
- Гимаев, Рагиб Насретдинович — академик АН РБ.

## Издания
Башкирский химический журнал (выходит 4 раза в год).